# Barron-Vialle
Barron-Vialle, ou Véhicules industriels Barron, Vialle & Compagnie, est un constructeur automobile français, actif de 1913 à 1937.

## Historique
Il est créé en 1912 par association entre Antoine Vialle, carrossier installé à Lyon-Monplaisir, et l'ingénieur Barron,. L’usine était située au 32, Chemin des Alouettes.
Un premier camion sort en 1913, équipé d'un moteur 4 cylindres de 22 CV. La gamme se développe autour de modèles de 3 à 5 t de charge utile, pour la plupart équipés d'un moteur Ballot. Pendant la Première Guerre mondiale, l'Armée française commande quelques centaines de camions Barron-Vialle, principalement du type C de 18 CV, qui restent pour quelques uns en service pendant les années 1920.
Après guerre, Barron-Vialle décide de diversifier son activité. La firme signe un contrat avec le PLM pour l'entretien du matériel roulant ferroviaire et des autobus de la compagnie, activité qui s'installe dans de nouveaux locaux acquis à Arandon (Isère) et qui dure jusqu'en 1926. En 1923, Barron quitte la compagnie, qui conserve cependant son nom, tandis qu'Antoine Vialle recrute Maurice Gadoux pour mettre au point un modèle d'automobile de luxe à moteur 6 cylindres, présenté en 1924 sous le nom de Six. Environ 300 voitures Barron-Vialle, modèle Six et Super Huit (moteur 8 cylindres) sont produites mais dès 1929 Barron-Vialle cède son usine de voitures aux Établissements Marmonier. La production de camions (principalement un camion de 7,5 t de charge utile) et d'autobus (à 30 et 55 places) continue à Arandon jusqu'en 1937,.

## Liste des modèles

### Camions
| Modèle           | Puissance fiscale | Moteur                                             | Charge utile | Années de production | Observations                                       |
| ---------------- | ----------------- | -------------------------------------------------- | ------------ | -------------------- | -------------------------------------------------- |
| Type A           | 22 CV             | 4 cylindres                                        | inconnue     | 1913                 | premier modèle, à destination militaire,           |
| Type B série 300 | 18 CV             | Ballot 4H 4 cylindres 90 × 150 mm (3 817 cm3)      | 2,5 t        | 1914                 | inscrit au concours d'endurance militaire de 1914, |
| Type C série 300 | 18 CV             | Ballot 4H 4 cylindres 90 × 150 mm (3 817 cm3)      | 3 à 3,5 t    | 1914-?               | acheté en grandes quantités par l'Armée            |
| Type D série 200 | 12 CV             | Ballot 4J 4 cylindres 80 × 140 mm (2 815 cm3)      | 2 t          | 1913-1914            | utilisé par l'Armée                                |
| Type E série 400 | 24 CV             | Ballot 4L 4 cylindres 100 × 170 mm (5 341 cm3)     | 3,5 t        | 1914                 | inscrit au concours d'endurance militaire de 1914, |
| Type F série 400 | 24 CV             | Ballot 4L 4 cylindres 100 × 170 mm (5 341 cm3)     | 4 à 5 t      | 1914                 | utilisé par l'Armée                                |
| Type G série 600 | 22 à 24 CV        | Barron-Vialle 4 cylindres 100 × 140 mm (4 398 cm3) | 4 à 5 t      | 1917-?               | utilisé par l'Armée                                |
| ?                | ?                 | 4 cylindres de 4 318 cm3                           | 3 t          | 192?                 |                                                    |
| ?                | ?                 | 4 cylindres de 5 332 cm3                           | 6 t          | 192?                 |                                                    |

### Automobiles
| Modèle                           | Puissance fiscale | Moteur                              | Empattement | Poids   | Année de sortie | Observations                    |
| -------------------------------- | ----------------- | ----------------------------------- | ----------- | ------- | --------------- | ------------------------------- |
| Six                              | 11 CV             | 6 cylindres 2 000 cm3               |             | 0,9 t   | 1924            | [ 1 ]                           |
| Super Huit                       | 14 CV             | 8 cylindres 2 750 cm3               |             | 0,975 t | 1924            | Appelée Super Six jusqu'en 1925 |
| Six (C 6)                        | 13 CV             | 6 cylindres 69,5 × 105 mm2 390 cm3  | 3,16 m      | ?       | 1927            |                                 |
| Grand Sport Spécial (D 8)        | 18 CV             | 8 cylindres 69,5 × 105 mm 3 186 cm3 | 3,46 m      | ?       | 1927            | châssis court                   |
| Grand tourisme Transeuropéen (?) | 18 CV             | 8 cylindres 69,5 × 105 mm 3 186 cm3 |             | ?       | 1927            | châssis long                    |